# Jan Mølby
Jan Mølby (ur. 4 lipca 1963 w Kolding), były duński piłkarz grający na pozycji pomocnika. Występował między innymi w Liverpool F.C.
Profesjonalną karierę rozpoczął w największym klubie w swoim rodzinnym mieście Kolding IF. W wieku 19 lat był już kapitanem zespołu. W 1982 roku przeszedł do Ajaxu Amsterdam, by 22 sierpnia 1984 roku zostać sprzedanym do Liverpool F.C. W nowym klubie zadebiutował trzy dni później w zremisowanym 3:3 meczu z Norwich City. Grał także w Barnsley F.C., Norwich City i Swansea City.